# Щерба Наталія Василівна
Ната́лія Васи́лівна Ще́рба (16 листопада 1981, Молодечно, Білоруська РСР) — українська письменниця. Свої твори пише російською в жанрі підліткової фантастики та фентезі. Проживала в Словаччині з 2020 року, до повномасштабного російського вторгнення в Україну мешкала в Івано-Франківську. Найвідоміші твори — цикл підліткових романів «Часодії», «Чароділ», «Лунастри» та «Фініста».

## Життєпис

### Дитинство
Народилася в білоруському місті Молодечно 16 листопада 1981 року. В дитинстві її родина переїхала до міста Ярославля у Росії, а потім до Західної України. Її рідна мова — російська.
Улюбленим шкільним предметом була література, яка надихала до написання власних творів. Серед улюблених авторів були Олександр Дюма, Жуль Верн, Всеволод Нестайко, Марк Твен, Оскар Уайльд, Михайло Булгаков, Кір Буличов, Астрід Ліндгрен, Джоан Роулінг. Ще в дитинстві Щерба цікавилась таємницями часу, любила фантазувати та мріяла стати письменницею
Також Наталія захоплювалась малюванням та професійно займалася у-шу (на заняття даної секції ходить і донині). Улюблена зброя — дао (меч), палиця і бойове віяло.
Першими читачами Наталії стали однокласники. У шкільні роки, заради жарту, вона складала веселі розповіді. Як наслідок, результатом цієї творчості став невеликий роман про «географічку-інопланетянку» і однокласників.

### Студентські роки
Після школи вступила до Київської академії легкої промисловості. Після закінчення четвертого курсу Наталія вирішила не продовжувати навчання, оскільки, вже працювала у власному ательє моди, шила вечірні сукні, костюми для сцени, вивчала старовинну вишивку.

## Творчість
Перший публічний літературний твір Наталії Щерби — фантастичне оповідання про русалку «На дні» — вийшов у 2005 році. У 2008 році вийшов перший роман — «Бути відьмою», згодом відзначений низкою премій. У 2010 році опубліковано фантастичний роман «Дволикий світ».
У 2010 році відзначена заохочувальною премією «Єврокон-2010» в номінації «Найкращий молодий фантаст Європи»). У тому ж році завоювала гран-прі всеросійського конкурсу в галузі дитячої та юнацької літератури «Нова дитяча книга» від московського видавництва Росмен в номінації «Пригоди і фентезі» з книгою «Часовий ключ».

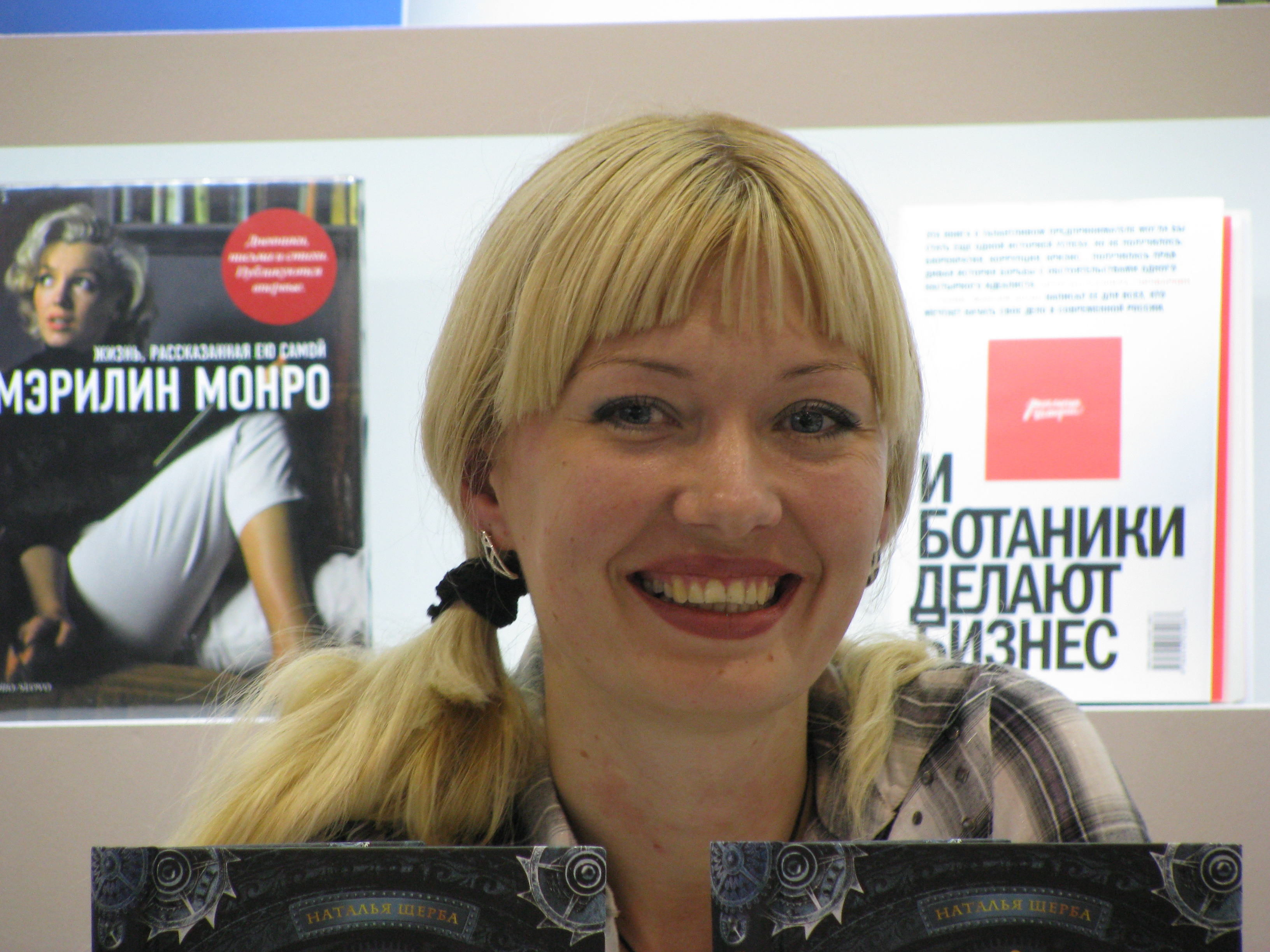
Наталія Щерба на Московській книжковій виставці-ярмарці, 2011 р.

Найбільш популярна серія книг письменниці («Часодії») побачила світ спочатку російською мовою: перша книга «Часодії. Часовий ключ» (березень 2011 року), друга книга «Часодії. Часове серце» (жовтень 2011 року), третя книга «Часодії. Часова вежа» (29 лютого 2012 року), четверта книга «Часодії. Часове ім'я» (1 грудня 2012), п'ята книга «Часодії. Часограма» (2013 рік), шоста книга «Часова Битва» (2014 рік). В 2015 році виходить енциклопедія по часовому світу — «Часодійна книга». У 2018 році виходить «Королева Часу». В 2015—2017 роках книги переклали та видали українською, польською, чеською, словацькою, угорською та болгарською мовами.
В українському перекладі серія книг («Часодії») вийшла упродовж 2014—2015 років завдяки співпраці із харківським видавництвом «Школа». В тому ж видавництві вийшли книги фентезійних серій «Чароділ», «Лунастри» «Фініста».

## Особисте життя
За фахом Наталія Щерба спеціаліст із дизайну у легкій промисловості.
В інтерв'ю 2018 року калінінградській версії російського видання Комсомольская правда розповіла що вже майже 30 років живе в Івано-Франківську. Її донька навчалася у російськомовній школі. Письменниця планувала переїхати до Польщі, у тому числі й задля того аби донька змогла там вступити до художнього університету та здобути вищу освіту.

## Премії
- Премія Найкраща дебютна книга: 2 місце («Срібний Кадуцей») за роман «Бути відьмою» (2008) («Зоряний міст», 2009)
- Премія Єврокона (ESFS Awards), 2010 // Encouragement Awards / Найкращий дебют
- Премія «На мітлі до зірок!» — за яскравий зліт до осяйних вершин («Зоряний міст», 2010)
- Ган-прі всеросійського конкурсу в галузі дитячої та юнацької літератури «Нова дитяча книга» від московського видавництва Росмен в номінації «Пригоди і фентезі» за книгу «Часовий ключ», (2010)[8]
- Премія «Цикли, серіали і романи із продовженням»: 2 місце («Срібний Кадуцей») за роман «Часодії. Часовий ключ» (2011) («Зоряний міст», 2011)
- Книжкова премія Рунету-2012, номінація «Бестселер» — за книгу «Часодії. Часове серце» (Москва, 2012)
- Премія «Аліса» за найкращий дитячо-юнацький твір у фантастиці — цикл «Часодії». Приз виконаний у вигляді мієлофона (РосКон, 2012)
- Нагорода «Ревізор» у номінації "Вибір покупця 2012—2013.
- Цикл «Часодії» — переможець у номінації «Найкраща дитяча книга» премії OZON.ru ONLINE AWARDS-2015
- Премія Єврокона (ESFS Awards), 2017 // Encouragement Awards / Найкраще оповідання для дітей — за цикл книг «Часодії»[9]

### Переклади українською
Цикл «Часодії» (переклад Наталки Косенко):
- «Часовий ключ» (Школа, 2014)
- «Часове серце» (Школа, 2014)
- «Часова вежа» (Школа, 2014)
- «Часове ім'я» (Школа, 2014)
- «Часограма» (Школа, 2014)
- «Часова битва» (Школа, 2015)

Додаткові видання до циклу «Часодії»:
- «Часолист» (Школа, 2015)
- Подарунковий комплект із сюрпризом. Часовий ключ. Часове серце. Часова вежа. Часове ім'я. Часограма. Часова битва (Школа, 2015)
- «Королева Часу» (Школа, 2015)

Цикл «Чароділ» (переклад Наталки Косенко):
- «Чародільський браслет» (Школа, 2015)
- «Чародільський князь» (Школа, 2015)
- «Чародільський град» (Школа, 2015)

Цикл «Лунастри» (переклад Наталки Косенко, Олександри Ушкалової):
- «Стрибок над зорями» (Школа, 2016)
- «Політ крізь камені» (Школа, 2017)
- «Кроки в Безмежжі» (Школа, 2018)
- «Танок білих карликів» (2019)

Цикл «Фініста» (переклад Оксани Постранської):
- «Сонний Дім» (Школа, 2022)

### Видання російською
Цикл «Часодії»:
- «Часовой ключ» (Росмэн, 2011)
- «Часовое сердце» (Росмэн, 2011)
- «Часовая башня» (Росмэн, 2012)
- «Часовое имя» (Росмэн, 2013)
- «Часограмма» (Росмэн, 2014)
- «Часовая битва» (Росмэн, 2015)

Додаткові видання до циклу «Часодії»:
- «Часодейная книга» (Росмэн, 2015)
- «Часолист» (Росмэн, 2015)
- «Часольбом. Фэш Драгоций» (Росмэн, 2016)
- «Часольбом. Василиса Огнева» (Росмэн, 2016)
- «Королева времени» (Росмэн, 2018)

Цикл «Чароділ» / цикл «Бути відьмою»:
- «Чародольский браслет» (Росмэн, 2015) = «Быть ведьмой» (Альфа-книга, 2008)
- «Чародольский князь» (Росмэн, 2015)  = «Ведьмин крест» (Альфа-книга, 2010)
- «Чародольский град» (Росмэн, 2015) = «Свободная ведьма» (Альфа-книга, 2011)
- Цикл «Три в одном томе» «Быть ведьмой» (Альфа-книга, 2011)

Цикл «Лунастри»:
- «Прыжок над звездами» (Росмэн, 2015)
- «Полет сквозь камни» (Росмэн, 2016)
- «Шаги в пустоте» (Росмэн, 2018)
- «Танец белых карликов»

Цикл «Финиста»:
- «Сонный Дом» (Росмэн, 2021)

 Твори для дітей
- «Тайна старого сундука» Книга-сказка (Изд. дом ФОМА, 2009)
- «Настоящее новогоднее волшебство» Книга-сказка (Росмэн, 2014)

#### Оповідання
- «На дні» — літературна газета «Клуб-801» (липень, 2005)
- «Відьмочка» — щомісячний всеукраїнський науково-популярний та літературно-художній журнал «Порог» (грудень, 2005)
- «На дні» — журнал «Gotland» (січень, 2006)
- «Особистий світ» — альманах «Безіменна зоря», 4(8), (2006)
- «Особистий світ» — журнал «Миг-17» (жовтень, 2006)
- «Збирач Душ» — журнал «Mobi» (грудень 2006)
- «Краса в симетрії» — опублікований у російському журналі «Шалтай-Болтай» (січень, 2007)
- «Антипризма» — журнал фантастики «Керівництво у боротьбі за живучість „Азимут“» (4, 2007)
- «Чарана» — газета «Супертриллер» (серпень, 2007)
- «Пастка для зірок» — щомісячний український російськомовний літературний журнал «Реальність фантастики» (січень, 2008)
- «На дні» — журнал «СНОБ» (січень, 2008)
- «Чарана» — газета «Тайная власть» (липень, 2008)
- «На дне» — журнал «УФО» (вересень, 2008)
- «Антипризма» — озвучено для Samsung Fun Club. Аудіокнига. Читає Влад Копп (2009)
- «Чарана» — журнал «УФО» (березень, 2009)
- «Золота петля» — збірник «Ельфи та їхні хобі», АСТ (2012)